# Zaida
Zaida – miasto w Pakistanie, w prowincji Chajber Pasztunchwa. W 1998 roku liczyło 22 656 mieszkańców.